# Striscia di instabilità

La posizione della striscia d'instabilità del diagramma H-R.

La striscia di instabilità è una porzione del diagramma Hertzsprung-Russell che raggruppa le stelle variabili pulsanti, categoria della quale fanno parte le variabili RR Lyrae, Cefeidi, W Virginis, ZZ Ceti, RV Tauri, δ Scuti, SX Phoenicis e le stelle Ap a breve periodo.
La striscia d'instabilità interseca la sequenza principale nella regione compresa tra le stelle di classe A e quelle di classe F (1-2 M☉) e si estende quasi verticalmente (lievemente inclinato verso la destra) verso le stelle più luminose. La parte più bassa della striscia di instabilità prende il nome di lacuna di Hertzsprung, dove il numero delle stelle è più esiguo rispetto ad altre strutture del diagramma.

## Pulsazioni
Le stelle di questo settore del diagramma H-R pulsano a causa dell'elio III (elio doppiamente ionizzato). In una normale stella di classe A, F o G, l'elio è neutro nella fotosfera stellare. Poco al di sotto della fotosfera a temperature di circa 25.000-30.000 K, inizia lo strato di elio II (elio monoionico), mentre la seconda ionizzazione dell'elio avviene a temperature di 35.000-50.000 K, quindi più in profondità rispetto alla prima.
Le pulsazioni sono dovute a un processo che prende il nome di meccanismo κ. Lo strato soggiacente la fotosfera della stella diviene otticamente più opaco a causa della ionizzazione dell'He II in He III. Quando gli atomi perdono un elettrone, la probabilità che essi assorbano energia aumenta; ciò provoca un aumento della temperatura che risulta nell'espansione dell'atmosfera.  Al termine dell'espansione, la densità e la temperatura diminuiscono e l'He III inizia a ricombinarsi in He II; l'atmosfera diviene dunque meno ionizzata e meno opaca; essa di conseguenza perde energia, raffreddandosi e dunque contraendosi (nel rispetto della prima legge di Gay-Lussac). Quando la stella si contrae, la densità e la temperatura dello strato di elio monoionico (He II) aumentano, mentre quest'ultimo viene nuovamente ionizzato in He III. L'opacità aumenta e il flusso energetico proveniente dall'interno della stella viene effettivamente assorbito. La temperatura dello strato aumenta, mentre re-inizia l'espansione e il ciclo ricomincia; il risultato di questo ciclo è la periodica pulsazione dell'atmosfera della stella e una conseguente variazione della luminosità.
La relazione tra le pulsazioni nella velocità radiale della stella e la variazione della magnitudine apparente dipendono dalla distanza tra la zona dell'atmosfera in cui è presente l'He II e la superficie della stella.

## Altre stelle pulsanti
La banda delle nane bianche ha tre regioni separate e tre tipi di variabili: DOV, DBV e DAV (variabile ZZ Ceti). Ognuno di questi tipi di pulsanti variabili ha una striscia di instabilità associata creata da regioni di opacità variabile collegata ionizzazione parziale non derivante dall'elio.